# Wettringen (Nadrenia Północna-Westfalia)
Wettringen – miejscowość i gmina położona w Niemczech, w kraju związkowym Nadrenia Północna-Westfalia, w rejencji Münster, w powiecie Steinfurt.

## Współpraca
Miejscowości partnerskie:
- Dalen, Holandia
- Fretin, Francja
- Gnoien, Meklemburgia-Pomorze Przednie